# Histoire du comic book
 (septembre 2023).
Si vous disposez d'ouvrages ou d'articles de référence ou si vous connaissez des sites web de qualité traitant du thème abordé ici, merci de compléter l'article en donnant les références utiles à sa vérifiabilité et en les liant à la section « Notes et références ».
Histoire du comic book est une série de livres ayant pour but de raconter l'histoire du comic book, c'est-à-dire de la bande dessinée américaine.
Jusqu'à maintenant, seul le premier tome a été publié. Le second volume, actuellement en préparation, doit poursuivre l'histoire du comic book jusqu'à nos jours.

## Tome 1: Des origines à 1954
Ce premier volume retrace l'évolution foisonnante des origines du comic book jusqu'au milieu des années 1950.

## Source
- Histoire du comic book, Jean-Paul Jennequin,  (ISBN 2908981599)
- (fr) Jessie Bi  en février 2003, « L’Histoire du Comic Book (t1) Des origines à 1954 », sur du9.org, février 2003 (consulté le 10 août 2008)
- (fr) Patrick Albray, « Histoire du Comic Book - Jennequin - Vertige Graphic », sur actuabd.com, 28 avril 2003 (consulté le 10 août 2008)